# 萩原優芽
萩原 優芽（はぎわら ゆめ、1997年1月17日 - ）は、日本の歌手・ダンサー・役者。女性5人組のDJ&ダンスヴォーカルユニット・Caratのメンバー。埼玉県出身。ユニオンエンタテインメント所属。

## 略歴
2010年5月、千葉国体PR番組のバックダンサーとして出演した後、2012年11月に、Debut Single『恋Indirect』でCaratとしてCDデビュー。
2014年4月1日よりAyummy、開運はーもにーのらむ、同グループのRenaともにbay fmにて『Branding Hit TOKYO Bay』や、。 2015年4月7日よりZIP-FMにて、「Carat Night」のパーソナリティー担当をしている。
2015年4月1日にはフォーライフミュージックエンタテイメントよりメジャーデビューを果たした。

## 出演
- 2013年8月、映画「SHAKE HANDS」出演
- 2014年1月～2014年3月、チバテレビ　ドラマ『発足！ギャル内閣』出演
- 2014年4月～、bay fm「Branding Hit TOKYO Bay」パーソナリティー
- 2014年12月～2015年5月、ニコニコ生放送「UNION TIMES」レギュラー出演
- 2015年1月～3月、フジテレビ「問題のあるレストラン」番組オープニング出演
- 2015年4月～、ZIP-FM「Carat Night」パーソナリティー